# Represa Pedro Beicht
A Represa Pedro Beicht é formada pela barragem de mesmo nome localizada no rio Cotia, no município de Cotia, estado de São Paulo.

## Características
Inaugurada no ano de 1932 no rio Cotia, um afluente do rio Tietê, pertence a Companhia de Saneamento Básico do Estado de São Paulo (SABESP) e faz parte do Sistema Alto Cotia para o abastecimento de água da Região Metropolitana de São Paulo.